# Compsomelissa nigrinervis
Compsomelissa nigrinervis är en biart som först beskrevs av Peter Cameron 1905.
Compsomelissa nigrinervis ingår i släktet Compsomelissa och familjen långtungebin. Inga underarter finns listade i Catalogue of Life.